# دانشگاه کوماموتو
دانشگاه کوماموتو (انگلیسی: 熊本大学، Kumamoto daigaku، کوتاه: Kumadai (熊大)) یک دانشگاه دولتی در ژاپن است. پردیس اصلی در کوروکامی، کوماموتو در استان کوماموتو واقع شده‌است.
دانشگاه کوماموتو توسط دولت شووا در ۳۱ مه ۱۹۴۹، تحت یک سیستم آموزشی جدید ژاپنی که سیستم قدیمی تر را اصلاح می‌کرد با ادغام پنج مؤسسه آموزش عالی در شهر کوماموتو تجمیع شد.

## پیشینه
این دانشگاه ریشه در بیمارستان سایشونکان و باغ گیاهان دارویی دارد، که در سال ۱۷۵۶ توسط هوسوکاوا شیگکاتا تأسیس شد، در سال ۱۸۷۱ بیمارستان به یک بیمارستان دولتی تبدیل شد که در سال ۱۸۹۶ به دانشکده پزشکی خصوصی کوماموتو ارتقا یافت. در سال ۱۹۲۲ به کالج پزشکی استانی کوماموتو و در سال ۱۹۲۹ به کالج پزشکی دولتی کوماموتو تبدیل شد.